# Catarman (Camiguin)
Catarman (Bayan ng Catarman) är en kommun i Filippinerna. Kommunen ligger på ön Mindanao, och tillhör provinsen Camiguin. Folkmängden uppgår till 15 386 invånare.
Catarman är indelat i 14 barangayer.

## Bildgalleri

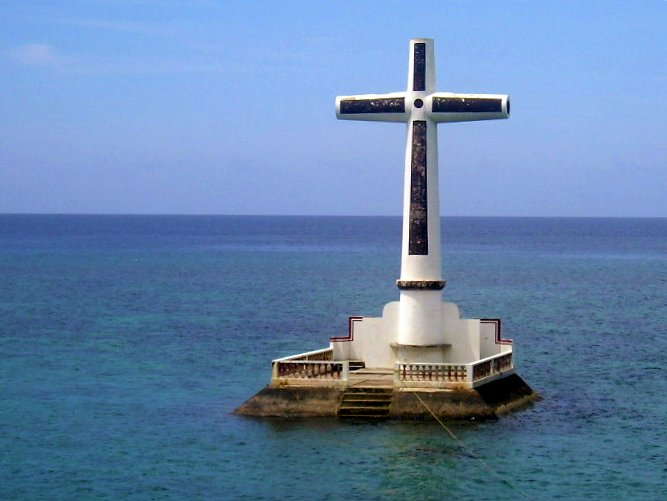